# 5195 Kaendler
5195 Kaendler este un asteroid din centura principală, descoperit pe 26 martie 1971, de Cornelis van Houten și Tom Gehrels.